# Dwór Łowczego w Krakowie
Dwór Łowczego, zwany też "Domem Łowczego", "Pańską Karczmą" – budynek znajdujący się w Krakowie przy ul. Tadeusza Kościuszki 37.
Tradycja głosi, że budowla ta została wzniesiona na miejscu starego zameczku myśliwskiego, w którym wypoczywali i przygotowywali się do polowań na pobliskich terenach łowieckich (Las Wolski) polscy królowie. Badania konserwatorskie wykazały, iż w pałacu zachowały się relikty XVI-wiecznej budowli. Te detale architektoniczne mogą zatem potwierdzić metrykę rezydencji związaną z czasem powstania nowego zwierzyńca królewskiego. Dwór został zbudowany w latach 1644-1646 na mocy przywileju nadanego przez zwierzynieckie norbertanki. W budynku scalono dwa wcześniejsze obiekty, stanowiące pierwotnie własność Herburtów i Ligęzów, wykupioną przez Norbertanki. W latach 60. XVII w. dwór został rozbudowany (zachowana na fasadzie data 1664). Dwór posiadał wówczas gustownie urządzone wnętrza, co potwierdzają nowsze badania, podczas których odsłonięto m.in. cenne polichromie. 
Posesja przechodziła zmienne koleje własnościowe, należąc do Niewiarowskich, Mieleckich i Miklaszewskich. W połowie XVIII w. właścicielem dworu był Franciszek Miklaszewski, po którym dwór w 1760 ponownie przejęły norbertanki był to efekt starań przedsiębiorczej ksieni Petroneli Poniatowskiej. W 1777 w pałacu stacjonowali oficerowie rosyjscy, a w 1794 wojsko pruskie. Budynek remontowano w latach 70. XVIII w. oraz w latach 1801-1802, na polecenie ksieni Węgrowskiej. Kolejne prace wykonano w połowie XIX w. oraz po roku 1906. 
W XIX w. mieściła się tu karczma, a na początku XX w. urządzono w budynku fabrykę „wódek słodzonych”. W 1914 zabudowania folwarczne padły ofiarą pożaru. Od 1922 działała w Dworze Łowczego fabryka odczynników chemicznych. W latach 1931-1933 norbertanki przekazały budynek parafii Najświętszego Salwatora na Zwierzyńcu. Przebudowywano jego wnętrza, zatracając ich pierwotny układ, aż ostatecznie stracił swój reprezentacyjny charakter. W ostatnich latach przeprowadzono gruntowną restaurację. Obecnie jest siedzibą wydawnictwa „Znak”.